# Cuzieu (Loira)
Cuzieu è un comune francese di 1 516 abitanti situato nel dipartimento della Loira nella regione dell'Alvernia-Rodano-Alpi.

## Società

### Evoluzione demografica
Abitanti censiti